# 大郊亭站
大郊亭站是一个位于中国北京市朝阳区双井街道、劲松街道、南磨房地区交界东四环中路、广渠路交叉口，属于北京地铁7号线的地铁车站。为配合广渠路二期施工，车站于2010年开工，为全线最早开工的车站之一。2014年12月28日随7号线开通一同投入使用。

## 位置
7号线大郊亭站位于东四环（南北向）与广渠路（东西向）交汇的大郊亭桥西侧，呈东西走向布置。

## 结构

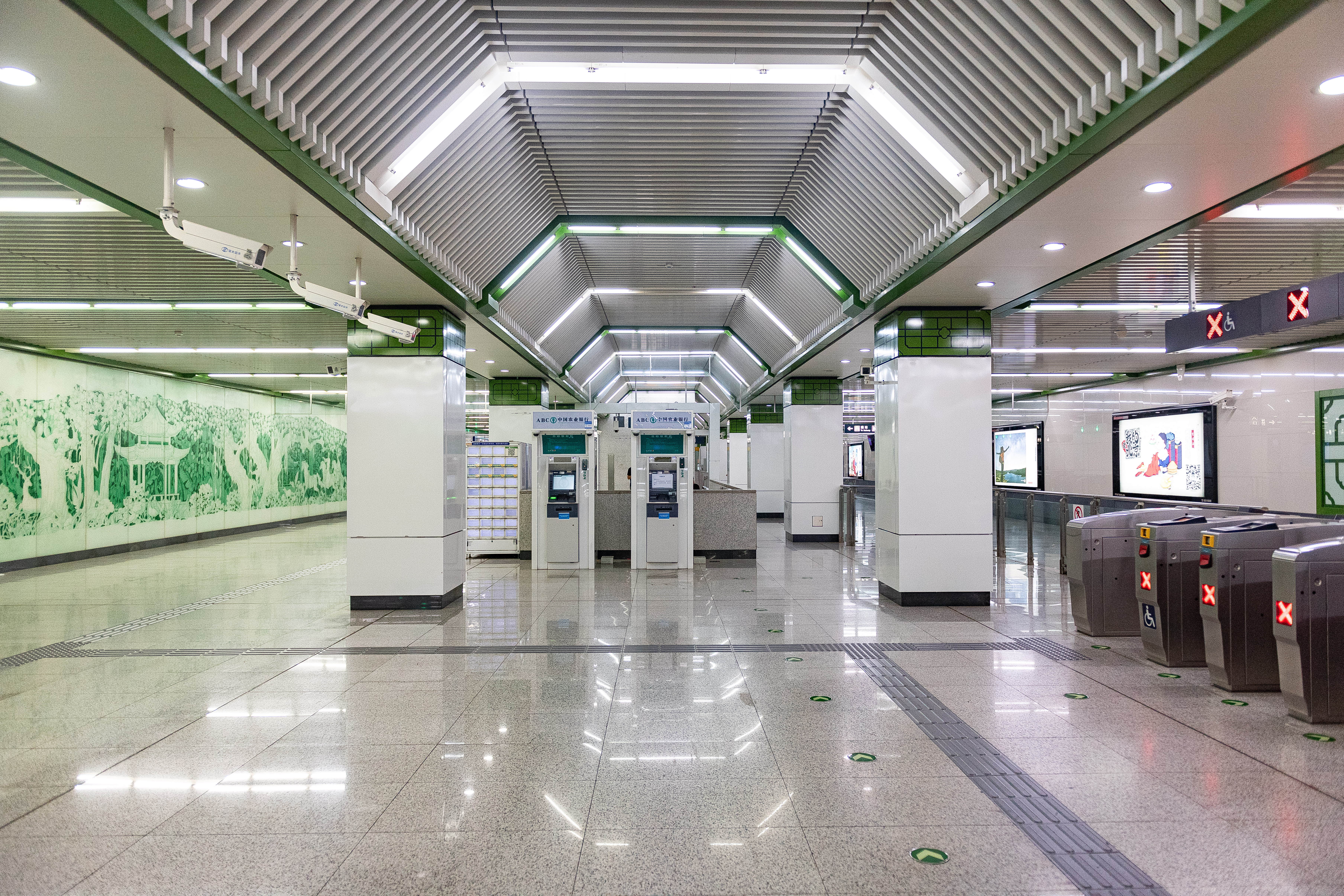
7号线站厅

7号线车站为地下三层三跨车站，结构总长184.7米，标准段宽21.1米，总建筑面积15941平方米。地下一层为设备层，地下二层为站厅层，地下三层为站台层。采用岛式站台设计，站台宽12米。设四个出入口。
| 地面层          | 街道                          | A-C出入口                        |
| 地下一层 站厅层 | 站厅                          | 客务中心、自动售票机、进出站闸机 |
| 地下二层 站台层 |                               | █ 7号线往北京西站（九龙山）      |
| 地下二层 站台层 | 岛式站台，左側開门            |                                  |
| 地下二层 站台层 | █ 7号线往环球度假区（百子湾） |                                  |

## 出入口
|                       |                    |                  |      |                |
| 编号                  | 指示               | 建议前往的目的地 | 图片 | 无障碍设施图片 |
| 出口 · A              | 广渠路             |                  |      | 不適用         |
| 出口 · B · 升降机标志 | 广渠路，东四环中路 |                  |      |                |
| 出口 · C              | 广渠路，东四环中路 |                  |      | 不適用         |
| 註： 設有             |                    |                  |      |                |

## 未來建設
興建中的28號線未來會在本站與7號線換乘。